# Златна лопта 2022.
Златна лопта 2022.
17. октобар 2022.
Златна лопта (мушкарци): 
 Карим Бензема
(први пут)
Златна лопта (жене): 

 Алексија Путељас
(други пут)
Најбољи млади фудбалер (до 21 год.): 

 Гави
(први пут)
Најбољи голман године: 

 Тибо Куртоа
(први пут)
Најбољи нападач године: 

 Роберт Левандовски
(први пут)
Најбољи тим године: 

 Манчестер Сити
(први пут)
← 2021. • 66. додела • 2023. →
Златна лопта 2022. (фр. Ballon d'or 2022) била је 66. церемонија доделе Златне лопте, фудбалске награде коју додељује спортски часопис Франс фудбал најбољим фудбалерима у протеклој сезони (2021/22). Кандидати су проглашени 12. августа, а свечаност је одржана 17. октобра 2022.
Ове године је Златну лопту освојио Карим Бензема. По први пут у историји додељивања Златне лопте, узет је у обзир учинак фудбалера у протеклој фудбалској сезони уместо у прошлој календарској години.

## Златна лопта — резултати
Кандидати за добијање награде објављени су 12. августа 2022. године. Седмоструки и прошлогодишњи добитник Лионел Меси није био међу номинованима први пут од 2005. године.
Карим Бензема је освојио награду док су Садио Мане и Кевин де Бројне завршили на другом и трећем месту. Сва тројица фудбалера први пут су били на једном од прва три места на коначном списку; последњи пут се то догодило 2007. године.
| Место | Играч                   | Клуб(ови)                     | Бод. |
| ----- | ----------------------- | ----------------------------- | ---- |
| 1.    | Карим Бензема           | Реал Мадрид                   |      |
| 2.    | Садио Мане              | Ливерпул                      |      |
| 3.    | Кевин де Бројне         | Манчестер Сити                |      |
| 4.    | Роберт Левандовски      | Бајерн Минхен                 |      |
| 5.    | Мохамед Салах           | Ливерпул                      |      |
| 6.    | Килијан Мбапе           | Париз Сен Жермен              |      |
| 7.    | Тибо Куртоа             | Реал Мадрид                   |      |
| 8.    | Винисијус Жуниор        | Реал Мадрид                   |      |
| 9.    | Лука Модрић             | Реал Мадрид                   |      |
| 10.   | Ерлинг Холанд           | Борусија Дортмунд             |      |
| 11.   | Сон Хјунгмин            | Тотенхем хотспер              |      |
| 12.   | Ријад Марез             | Манчестер Сити                |      |
| 13.   | Себастјен Але           | Ајакс                         |      |
| 14.   | Рафаил Леао             | Милан                         |      |
| 14.   | Фабињо                  | Ливерпул                      |      |
| 16.   | Вирџил ван Дајк         | Ливерпул                      |      |
| 17.   | Каземиро                | Реал Мадрид                   |      |
| 17.   | Душан Влаховић          | Фјорентина · Јувентус         |      |
| 17.   | Луис Дијаз              | Порто · Ливерпул              |      |
| 20.   | Кристијано Роналдо      | Јувентус · Манчестер јунајтед |      |
| 21.   | Хари Кејн               | Тотенхем хотспер              |      |
| 22.   | Бернардо Силва          | Манчестер Сити                |      |
| 22.   | Трент Александер Арнолд | Ливерпул                      |      |
| 22.   | Фил Фоден               | Манчестер Сити                |      |
| 25.   | Јозуа Кимих             | Бајерн Минхен                 |      |
| 25.   | Мик Мењан               | Милан                         |      |
| 25.   | Антонио Ридигер         | Челси                         |      |
| 25.   | Жоао Кансело            | Манчестер Сити                |      |
| 25.   | Кристофер Нкунку        | Лајпциг                       |      |
| 25.   | Дарвин Нуњез            | Бенфика · Ливерпул            |      |

### Број номинација по државама
| Бр. номинованих | Држава          |
| --------------- | --------------- |
| 4               | Португалија     |
| 4               | Француска       |
| 3               | Бразил          |
| 3               | Енглеска        |
| 2               | Немачка         |
| 2               | Белгија         |
| 1               | Холандија       |
| 1               | Норвешка        |
| 1               | Пољска          |
| 1               | Јужна Кореја    |
| 1               | Сенегал         |
| 1               | Србија          |
| 1               | Уругвај         |
| 1               | Хрватска        |
| 1               | Обала Слоноваче |
| 1               | Колумбија       |
| 1               | Египат          |
| 1               | Алжир           |

### Број номинација по клубовима
| Бр. номинованих | Клуб               |
| --------------- | ------------------ |
| 6               | Ливерпул           |
| 6               | Манчестер Сити     |
| 5               | Реал Мадрид        |
| 2               | Тотенхем хотспер   |
| 2               | Бајерн Минхен      |
| 2               | Милан              |
| 2               | Манчестер јунајтед |
| 1               | Барселона          |
| 1               | РБ Лајпциг         |
| 1               | Јувентус           |
| 1               | Борусија Дортмунд  |
| 1               | Париз Сен Жермен   |

## Трофеј Копа — резултати
| Место | Играч             | Клуб(ови)         | Бод. |
| ----- | ----------------- | ----------------- | ---- |
| 1.    | Гави              | Барселона         |      |
| 2.    | Едуардо Камавинга | Рен · Реал Мадрид |      |
| 3.    | Џамал Мусијала    | Бајерн Минхен     |      |
| 4.    | Џад Белингам      | Борусија Дортмунд |      |
| 5.    | Нуно Мендес       | Париз Сен Жермен  |      |
| 6.    | Рајан Гравенберх  | Ајакс             |      |
| 6.    | Јошко Гвардиол    | РБ Лајпциг        |      |
| 8.    | Букајо Сака       | Арсенал           |      |
| 9.    | Карим Адејеми     | Ред бул Салцбург  |      |
| 10.   | Флоријан Вирц     | Бајер Леверкузен  |      |

## Трофеј Јашина — резултати
| Место | Играч        | Клуб(ови)          | Бод. |
| ----- | ------------ | ------------------ | ---- |
| 1.    | Тибо Куртоа  | Реал Мадрид        |      |
| 2.    | Алисон       | Ливерпул           |      |
| 3.    | Едерсон      | Манчестер Сити     |      |
| 4.    | Едуар Менди  | Челси              |      |
| 5.    | Мик Мењан    | Милан              |      |
| 6.    | Кевин Трап   | Ајнтрахт Франкфурт |      |
| 7.    | Мануел Нојер | Бајерн Минхен      |      |
| 8.    | Јан Облак    | Атлетико Мадрид    |      |
| 9.    | Јасин Буну   | Севиља             |      |
| 10.   | Иго Лорис    | Тотенхем хотспер   |      |

## Трофеј Герда Милера — резултати
Награда је уведена прошле године и звала се „Најбољи нападач године”. Преименована је у „Трофеј Герда Милера” у знак сећања на немачког фудбалера Герда Милера који је преминуо у августу 2021. године.
| Место | Играч              | Клуб          | Бр. голова |
| ----- | ------------------ | ------------- | ---------- |
| 1.    | Роберт Левандовски | Бајерн Минхен | 57         |

## Сократова награда — резултати
Ове године је уведена Сократова награда која се додељује фудбалерима који су највише допринели друштву у прошлој сезони. Први добитник ове награде је Садио Мане због свог хуманитарног рада у родном Сенегалу.
| Место | Играч      | Клуб     |
| ----- | ---------- | -------- |
| 1.    | Садио Мане | Ливерпул |

## Најбољи тим године — резултати
| Место | Клуб           | Укупно номинованих играча | Мушкарци | Жене |
| ----- | -------------- | ------------------------- | -------- | ---- |
| 1.    | Манчестер Сити | 6                         | 5        | 1    |
| 2.    | Ливерпул       | 6                         | 6        | 0    |
| 3.    | Реал Мадрид    | 5                         | 5        | 0    |
| 3.    | Олимпик Лион   | 5                         | 0        | 5    |